# Асемблер (хімія)
Асе́мблер — молекулярна машина, що може бути запрограмована на побудову будь-якої молекулярної структури, керуючи хімічними реакціями.
Також: пристрій для збирання молекул, який здатний керуючи
хімічними реакціями точно позиціонувати молекулярні частинки реактантів.